# Shitalakshya

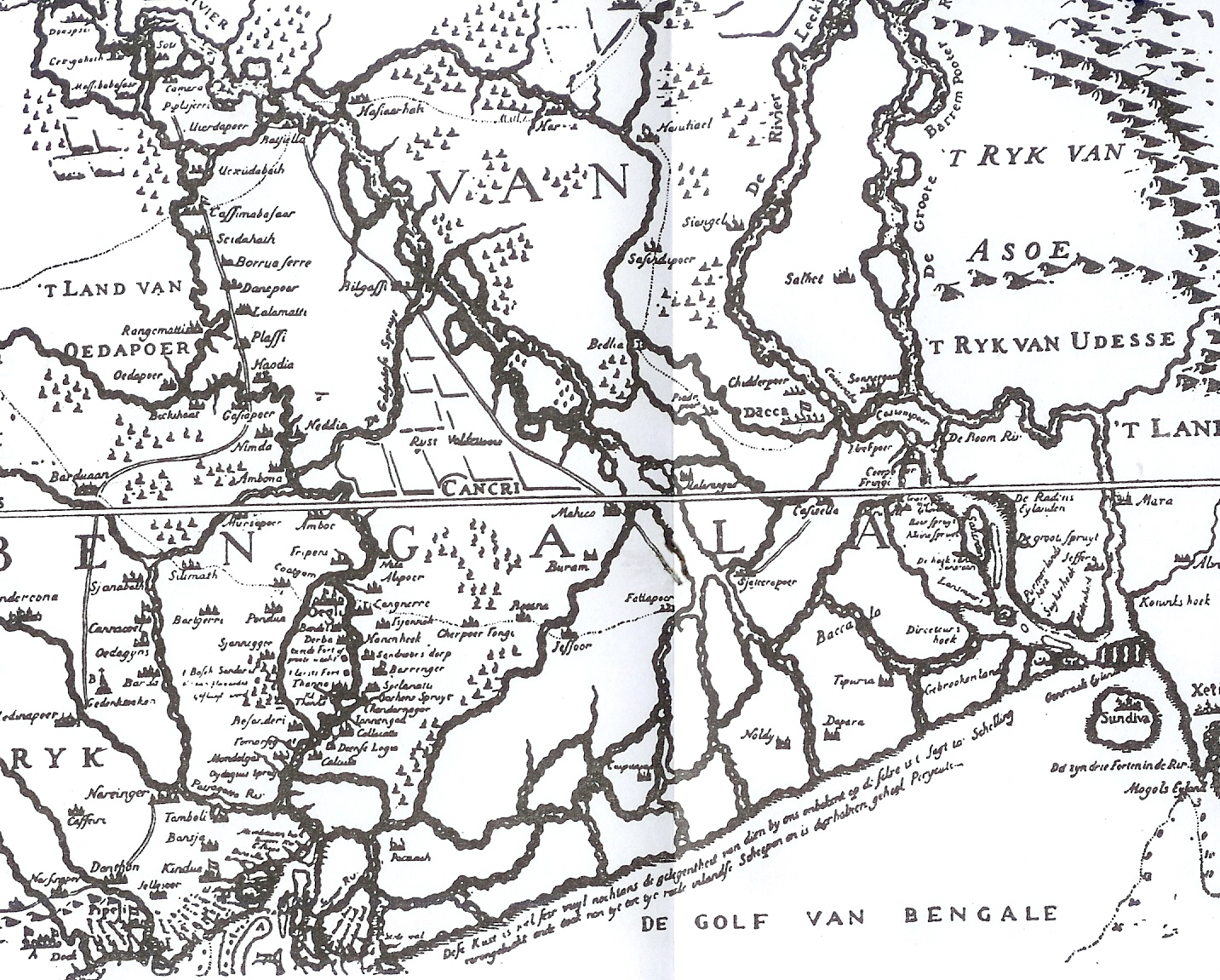
Mapa de Van den Brouck (1660).

El río Shitalakshya (en bengalí: শীতলক্ষ্যা নদী; con otro nombre Río Lakhya) es un ramal del río Brahmaputra. Desde su nacimiento fluye en dirección suroeste para dejar luego al este la ciudad de Narayanganj, en la región central de Bangladés hasta que se une con el río Dhaleswari cerca de Kalagachhiya. Una parte de su curso superior se conoce también como río Banar. El río tiene unos 110 km de largo y en su parte más ancha, cerca de Narayanganj tiene 300 metros de orilla a orilla. Su mayor caudal en la desembocadura en Demra ha sido 73.624.200 litros. El río es navegable durante todo el año. El río discurre por el distrito de Ghazipur, siendo la frontera natural con el distrito de Narsingdi durante varios kilómetros para adentrarse luego en el distrito de Narayanganj. 

## Cambios en el curso del río
El Shitalakhya es un ramal del Brahmaputra, el cual ha cambiado su curso al menos dos veces en la zona de Bangladés en el pasado reciente, afectando indirectamente el caudal de agua del Shitalakshya. En el siglo XXI, el caudal principal del Brahmaputra discurre por el canal natural Jamuna. Anteriormente, después de trazar una curva alrededor de las colinas Garo, el río realizaba un pronunciado giro para coger dirección sureste cerca de Dewanganj, pasando después por Jamalpur y Mymensingh, entregando entonces parte de su caudal del ramal Shitalakshya para continuar por la zona Este del distrito de Daca y caer finalmente a Dhaleshwari. El Shitalakshya corría en aquella época casi paralelo al Brahmaputra y después de pasar por Narayanganj se unía al Dhaleshwari. El curso del Brahmaputra por el distrito de Daca se secó durante el siglo XVIII, cuando fluía más al este y se unía al río Meghna cerca de Bhairab. Hacia finales del siglo XVIII el Canal Jamuna crece en importancia y hacia 1850 se convirtió en el principal canal del Brahmaputra.
En el mapa de Van den Brouck el río aparece con el nombre "Lecki", discurriendo al oeste del "Barrempooter" (Brahmaputra). En la época en que Van den Brouck realizó su mapa (hacia 1660), el Shitalakhya era un río rápido y largo y así se mantuvo hasta principios del siglo XIX. Hay que reseñar, no obstante, que existen ciertas reservas sobre la precisión del mapa de Van den Brouck.

## Importancia histórica
Sonargaon, antigua capital de la región, se fundó en la ribera del Shitalakhya. El origen fue una fortificación construida por el regidor de la época llamado Isa Khan. Según se cree, esta fortificación estuvo conectada con la de Lalbagh, en Daca, a través de un túnel subterráneo. Otra fortificación construida en las orillas del río fue la de Sonakanda, utilizada para defensa de los ataques del vecino pueblo Magh y de los piratas portugueses. Existen también varias mezquitas históricas construidas en la ribera - la mezquita de Bandarshahi, construida en 1481 por Baba Saleh, la mezquita de Kadam Rasul, que contiene las huellas de Hazrat Mohammad, la mezquita de Mariamer, construida por Shaista Khan, etc.-

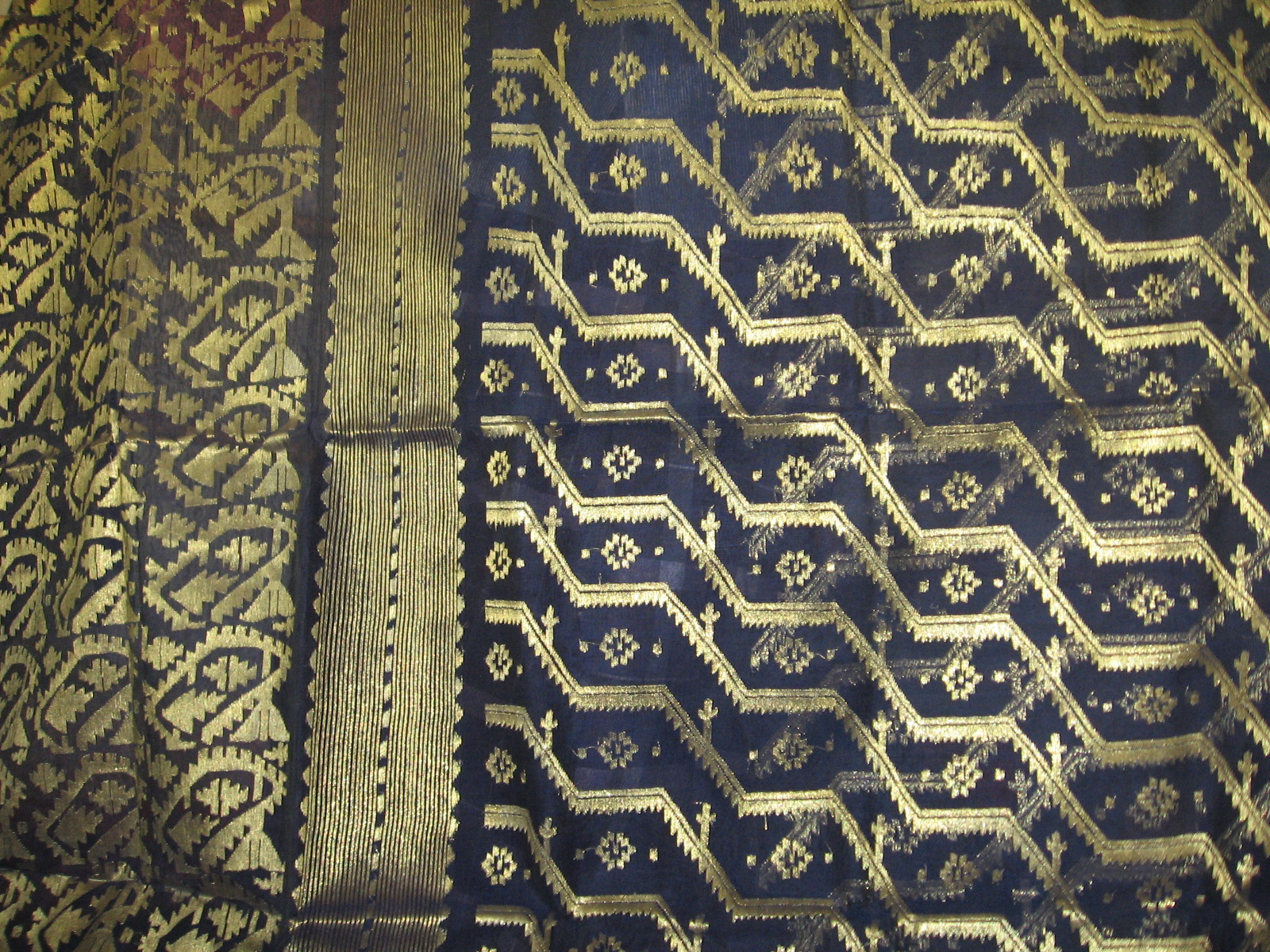
sari tejido en la ribera del río Shitalakshya.

## Importancia económica
En el pasado, la famosa industria árabe del país floreció a lo largo del río Shitalakshya. A día de hoy, quedan aún centros de tejido artístico de telas en la zona. Existe también un cierto número de complejos industriales en las riberas, incluyendo los molinos de Yute de Adamjee. Existen centrales térmicas en Palash, al norte de Ghorashal y en Siddhirganj. Los vertidos industriales en el río conllevan altos niveles de polución, lo que es causa de preocupación actualmente.
Hay un puerto fluvial en Narayanganj, desde donde parten numerosas barcas hacia diferentes localidades de Bangladés. El gobierno bangladesí ha aprobado la construcción de un nuevo terminal de contenedores con capital extranjero.